# 内野未来
内野 未来（うちの みくる、1988年3月4日 - ）は、日本の元グラビアアイドル。東京都出身。フィットワン（ファーストステージ）、シャイニングプロダクションを経て、その後はN-weed（エヌウィード）に所属していた。
2007年9月にデビュー。清楚なルックスにグラマラスボディというアンバランスさと“癒し系”の雰囲気で人気を得ていた。
2009年6月に芸名を「未来（みくる）」から本名の「内野未来」に改名した。

## 略歴
- タレントになる前は、秋葉原のメイド喫茶（店名非公開）で働いていた[2]。
- 2007年9月、フィットワン（ファーストステージ）からタレントデビュー。インターネットテレビひかり荘に出演する。
- 2008年、バラエティ番組『ゴッドタン』の「芸能界ストイック暗記王」コーナーに気をそらせ隊として出演。また、オリジナルビデオ『巨大ヒロイン メロディア』で主演を務める。
- 2009年6月、芸名を「未来（みくる）」から「内野未来」に改名。同年7月末、フィットワン（ファーストステージ）からシャイニングプロダクションへの移籍を発表。
- 2010年3月、シャイニングプロダクションを退所しフリーになる。
- 2012年5月、自身のブログでN-weed（エヌウィード）に移籍することを発表[3]。同年8月25日、『汐留グラビア甲子園 2012』に出場しグランプリを受賞する[4]。
- 2016年1月6日、自身のブログで同年春をもってN-weedを退所、芸能界を引退することを発表し[5]、同年3月いっぱいで芸能界を引退した[1]。

## 人物
- 趣味は、カフェでお茶をする事[1]。
- 特技は、居合道初段、イラストを描くこと[1]。
- 好きなアーティストは、平井堅。

## 作品

### オリジナルビデオ
- 巨大ヒロイン メロディア（2008年、ZENピクチャーズ） - 主演・音香（メロディア） 役、主題歌

### イメージビデオ
1. 未来 ナイショ 愛乳 Gの幸福（2008年3月6日、シーアンドエイチ） - 未来名義
2. 究極乙女 内野未来 Pussy Cat（2009年7月24日、メディアフォース）
3. 究極乙女 内野未来 Pretty Girl Lovely Days（2009年9月25日、メディアフォース）
4. 柔乳（2010年2月26日、彩文館出版）
5. らヴストレッチ（2010年4月16日、アースゲート） - 未来名義、企画物
6. 究極乙女 内野未来 みくるレボリューション（2010年5月28日、メディアフォース）
7. 美少女コレクション 内野未来（2010年7月16日、日本メディアサプライ）
8. せつなの恋人 内野未来（2010年9月17日、M.B.D.メディアブランド）
9. 究極乙女 内野未来 ぷるんぷるんみくるん（2010年12月24日、メディアフォース）
10. PREMIUM CUTIE 純粋聖女（2011年2月5日、シーアンドエイチ）
11. 未来の約束（2013年8月30日、グラッソ）
12. うちのみくる2013（2013年11月29日、グラッソ）
13. 未来降臨 〜みらいへのトビラ〜（2015年1月30日、グラッソ）
14. ミクルメク〜未来の追憶〜（2016年2月26日、N-WEED）

## 出演

### テレビ
- ランク王国（2007年、TBS） - ランキング映像
- ドキドキ!? にゅ〜すキャスター #11 #12（2008年、MONDO21）
- ゴッドタン（2008年、テレビ東京） - 気をそらせ隊
- AKiBAッテキ!!（2008年、エンタ!371）
- タッチミーアイドル（2008年、スターカラオケ）
- リーダー'S ハウ トゥ Book（2008年、テレビ朝日） - 再現ビデオ
- 芸能界特別授業!私はこうして生き残りました!（2008年、TBS）
- ドスペ2 「たけスポ」（2008年、テレビ朝日）
- 全力坂（2008年、テレビ朝日） - インフォマーシャル
- 原口あきまさの今がぱちドキッ!（2012年7月 - 、TOKYO MX） - ドキッ娘

### テレビドラマ
- 秘書のカガミ 最終話（2008年、テレビ東京）
- 龍馬伝 #4（2010年、NHK）

### ラジオ
- 中野とも子のハートに赤チン（2008年、有線ラジオ放送）
- やまだひさしのラジアンリミテッドDX（2008年・2009年、TOKYO FM）

### ネット配信
- インターネットテレビ ひかり荘（2007年）
- 女子アナ水着ニュース（2007年 - 2008年） - 10期生
- スターチャット.TV（2008年）
- 内村さまぁ〜ず #46 #71（2008年・2009年、ミランカ・E!TV内さま.com・TSUTAYA DISCAS）
- アイドル誕生!TV（2008年、ぶんか社オンライン）
- GIRLS TRAIN（2009年、あっ!とおどろく放送局）
- メンズサイゾー（2009年）
- デスクトップギャルコレクション 制服美少女天国（2009年）
- Meet the Girl（2009年、シーズファクトリ）
- お台場 RISE PARTY!（2010年、ODAIBA TV）

### 映画
- AI〜ある彼女の世界征服?!（2011年公開、SpiralRecord） - 友情出演
- 年上ノ彼女（ヒト）（2014年1月18日、ゴセント） - 森野恵 役

### Vシネマ
- 女子高生のはらわた（2012年、T.O.エンターテイメント）
- 分裂（2013年、オールインエンターテイメント） - ミサキ 役
- まいっちんぐマチコ先生　肝試しでまいっちんぐ（2013年、ZENピクチャーズ） - 主演・マチコ先生 役
- 年上ノ彼女（2013年） - 森野恵 役
- いけない!ルナ先生 吼えろ!嵐のおっぱいバレー!?篇（2014年、エスピーオー） - 主演・葉月ルナ 役
- 杯外交 (2014) 脇田健三の妹、よしみ役

### 舞台
- D’TOT 5th Act【FROG－新撰組寄留記－】（2013年2月1日 - 2月4日） - 薫 役
- まいっちんぐマチコ先生2（舞台版まいっちんぐマチコ先生実行委員会制作、2013年11月19日(前夜祭)、20日 ‐ 24日） - 主演：マチコ先生 役
- 路地裏物語（劇団暴創族、2014年4月16日 ‐ 20日）
- レトロゲームシアター『ミュージカル☆忍者じゃじゃ丸くん』（クリエイティヴ零、5月20日 - 25日【※内野未来出演回は、21日、22日夜、23日午後、24日昼・夜、25日夕方】）
- セブンスキャッスル「人狼 ザ・ライブプレイングシアター」#13:VILLAGE VII 夏草がそよぐ村（2014年7月29日 ‐ 8月10日） - お針子ハリエット 役
- セブンスキャッスル「人狼 ザ・ライブプレイングシアター」#15:WITCH II 星降る歌と13人の魔女（2014年12月3日 ‐ 12月8日） - 魚座ハリエット 役
- セブンスキャッスル「人狼 ザ・ライブプレイングシアター」#20:機巧人形と月の鉱石（2015年6月10日 ‐ 6月21日） - 妄想ジェンヌハリエット 役
- teamオムレット第7回本公演「RIVER -桃太郎漂流記-」（2015年9月21日 - 9月23日） - 手島さき 役

### その他
- グラカラ B'z 『BURN -フメツノフェイス-』（2008年 - 2009年、Premier DAM）

## 書籍

### デジタル写真集
- 未来 動画付写真集（2009年、GRILS TRAIN）
- 未来 デジタル写真集 「ナースとビキニのギャップ」（2009年、アスペクトデジタルメディア）

### 雑誌
- CAPA 9月号（2008年、学研）
- ニコン D700 スーパーブック（2008年、学研）